# コンラッド・バンコク
座標: 北緯13度44分18.3秒 東経100度32分53.3秒 / 北緯13.738417度 東経100.548139度
コンラッド・バンコク(Conrad Bangkok)は、タイの首都であるバンコク・パトゥムワン区にある最高級ホテル。

## 特徴
オフィスビルやショッピングアーケードなどを揃えた総合施設であるオールシーズンズ・プレイスの中に2003年3月に開業した392室のホテル。スタンダードルームはバスルームと客室がガラスで仕切られている。客室に持ち帰り可能の象のぬいぐるみが置いてある。
2005年6月8日にバンコクでFIFAワールドカップ・ドイツ大会アジア最終予選の北朝鮮対日本戦が無観客試合で行われた際に、日本代表選手団が宿泊したホテルである。

## 設備
- 柳餐廳(Liu)　中国料理
- 87プラス(87 Plus)　ナイトクラブ
- カフェ@2(Cafe@2)　インターナショナルレストラン
- ドリンキング・ティー・イーティング・ライス(Drinking Tea Eating Rice)　日本料理
- ディプロマット・バー(Diplomat Bar)　バー
- デリ・バイ・コンラッド(DELI by Conrad)　軽食
- シティ・テラス-プール・レストラン(City Terrace - Pool Restaurant)　軽食
- イタリアンネイト(Italianate)　イタリアン風の創作料理
- シーズンズ・スパ(Seasons Spa)　スパ
- プール　屋外に1か所

など